# Жванець
Жва́нець — село в Україні, центр Жванецької сільської територіальної громади Кам'янець-Подільського району Хмельницької області. Розташоване біля кордону з Чернівецькою та Тернопільською областями.
Біля села річка Жванчик впадає в Дністер.

## Назва
Задокументовано такі інші назви у давнину: Званеція, Званеч, Званец, Званча. Найбільш ймовірно назва села походить річки Жванчик.
Кумедна місцева легенда-вигадка про назву села розповідає:
| | \| «Начебто якийсь француз чи іспанець чекав на березі човна. Він написав на скелі своє ім'я Жуан, щоб це побачили човнярі, і саме цей напис дав назву селу. У свою чергу, це дало назву прізвищу Жванецький». \| |
| «Начебто якийсь француз чи іспанець чекав на березі човна. Він написав на скелі своє ім'я Жуан, щоб це побачили човнярі, і саме цей напис дав назву селу. У свою чергу, це дало назву прізвищу Жванецький». | |

## Географія
Наддністрянське село Жванець розташоване в південно-західній частині України, за 17 кілометрів від Кам'янця-Подільського та 3,5 кілометрів від Хотина, вздовж річок Жванчик, Кармалітанка та Дністер, які оточують село з трьох боків. Через село проходить автошлях національного значення Н03.

### Клімат
Жванець знаходяться в межах вологого континентального клімату із теплим літом.
| Клімат Жванця             | Клімат Жванця | Клімат Жванця | Клімат Жванця | Клімат Жванця | Клімат Жванця | Клімат Жванця | Клімат Жванця | Клімат Жванця | Клімат Жванця | Клімат Жванця | Клімат Жванця | Клімат Жванця | Клімат Жванця |
| Показник                  | Січ.          | Лют.          | Бер.          | Квіт.         | Трав.         | Черв.         | Лип.          | Серп.         | Вер.          | Жовт.         | Лист.         | Груд.         | Рік           |
| Середній максимум, °C     | −0,8          | 1,0           | 6,5           | 15,0          | 20,8          | 23,8          | 24,8          | 24,3          | 20,5          | 14,1          | 6,7           | 1,6           | 13            |
| Середня температура, °C   | −4,3          | −2,5          | 2,3           | 9,6           | 15,1          | 18,4          | 19,5          | 18,9          | 15,1          | 9,3           | 3,4           | −1,3          | 8             |
| Середній мінімум, °C      | −7,7          | −5,9          | −1,9          | 4,2           | 9,5           | 13,0          | 14,3          | 13,5          | 9,7           | 4,6           | 0,2           | −4,2          | 4             |
| Норма опадів, мм          | 31            | 30            | 30            | 51            | 71            | 99            | 95            | 61            | 51            | 33            | 34            | 36            | 622           |
| ------------------------- | ------------- | ------------- | ------------- | ------------- | ------------- | ------------- | ------------- | ------------- | ------------- | ------------- | ------------- | ------------- | ------------- |
| Джерело: climate-data.org |               |               |               |               |               |               |               |               |               |               |               |               |               |

### Охорона природи
Село лежить у межах національного природного парку «Подільські Товтри».

## Історія

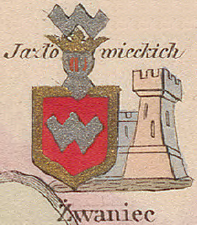
Жванець на мапі Зигмунда Герстмана

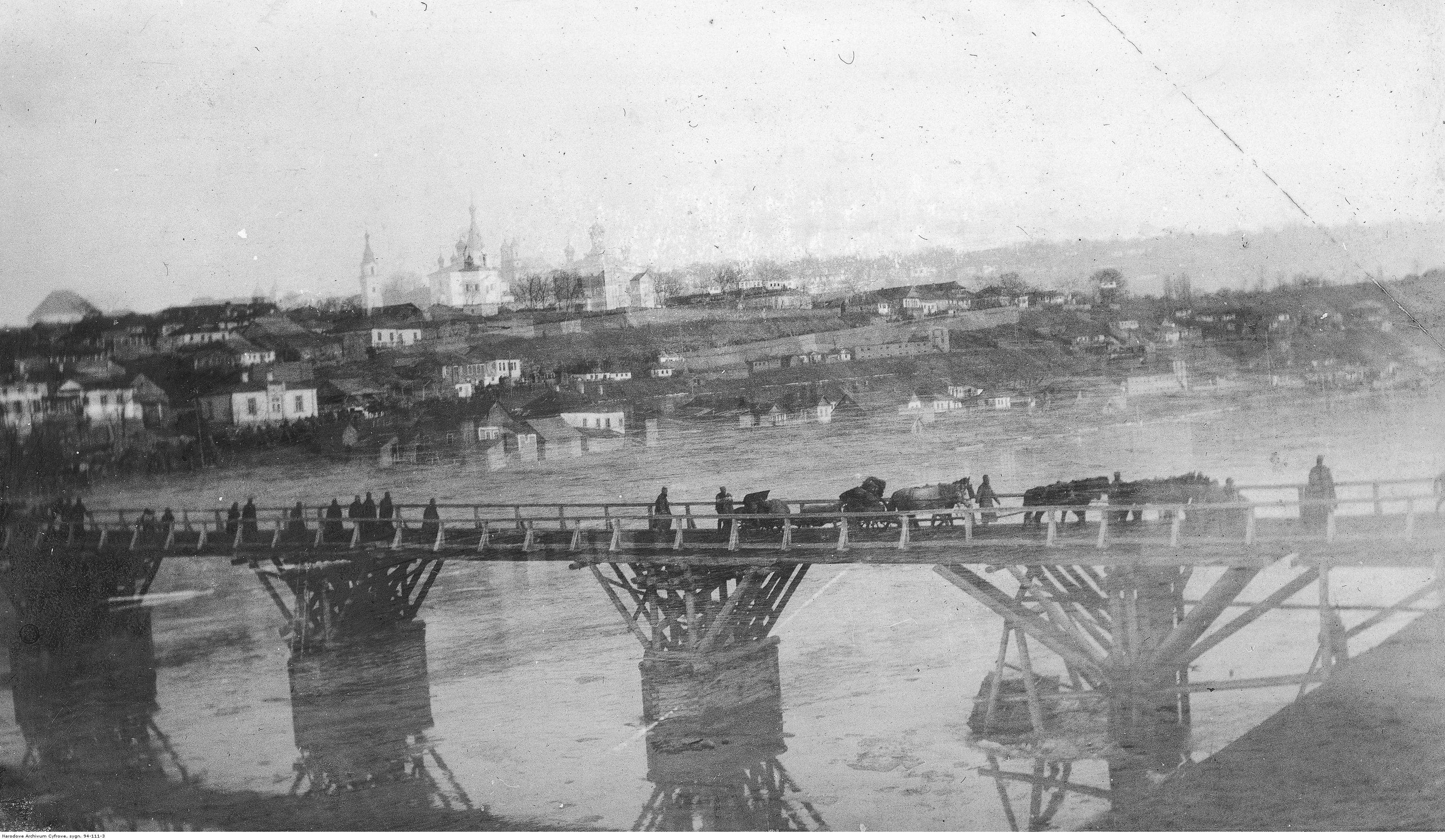
Жванець і дерев'яний міст через Дністер, вид з села Атаки, фото 1915 р.

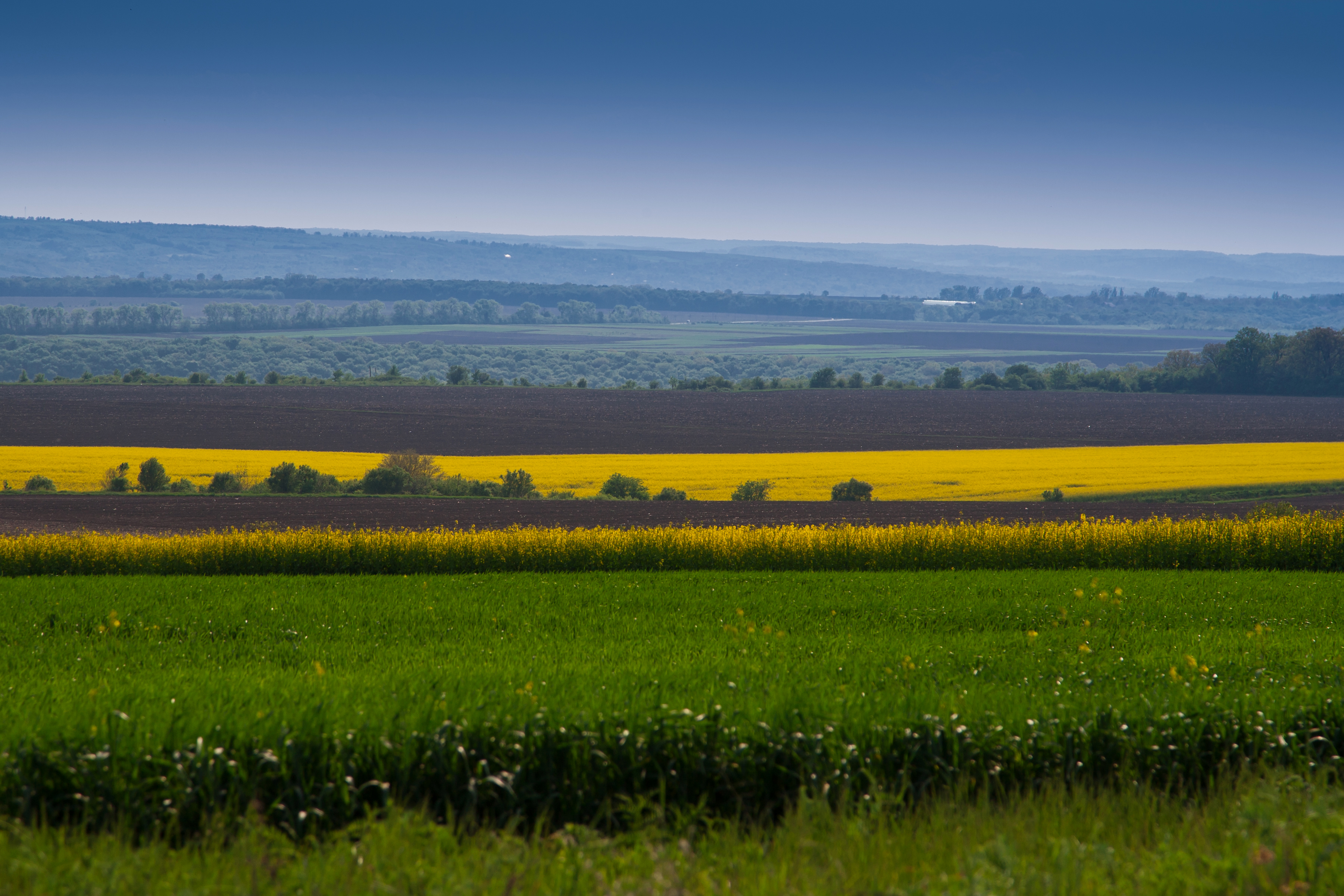
Поле за селом Жванець

Територія сучасного села та його околиці була заселена ще в добу міді: в урочищі Лисій горі на поселенні трипільської культури досліджено унікальний в Європі гончарний центр III-го тисячоліття до н. е. (докладніше див. Жванець-Щовб). Друге поселення тих часів виявлено в урочищі Малайдашці. Крім того, в обох урочищах знайдено залишки поселень Черняхівської культури, а біля гирла річки Жванчика — поселення давньоруських часів.
За гіпотезою Р. Нагнибіди, на протилежному від сучасного села Жванець берега річки Жванчик було розташовано місто Плав, яке загадане у Галицько-Волинському літописі під 1213 роком. За віднайденими ним картографічними джерелами, на яких зафіксовано городище давньослов'янського типу, вдалося реконструювати його вигляд.
Жванець вперше згадується в 1431 році, коли лицар Свичко (Свічка) з Ленчина отримав від короля Владислава II Ягайла це поселення. Від його спадкоємців Жванець перейшов до Теодорика з Бучача і Язловця, потім — до Срочицьких. Остання зі Срочицьких гербу Новина — Анна — стала дружиною подільського воєводи Олександра Конецпольського, Жванець був її посагом.
У XV столітті споруджено Жванецький замок, який неодноразово перебудовано у XVI—XVII століттях, був значно зруйнований протягом XX століття.
У 1620 році турки і татари вдерлися на Поділля. Фортецю було зруйновано. Наступного року до Жванця вступило 40-тисячне військо Петра Сагайдачного, яке взяло участь у Хотинській війні. 1646 року король Владислав IV Ваза надав Жванцю магдебурзьке право. Тут широко проводились чотири ярмарки і базари по понеділках. Тоді ж містечко отримало право користуватися печаткою з гербом, опис якого в королівському привілеї не наводився (імовірно, цим гербом було зображення лебедя, що згодом, у першій половині ХІХ ст., виступало на печатці Жванецької місцевої поліції).
Восени 1653 року територія поблизу містечка стала ареною воєнних дій між військами Яна ІІ Казимира та Богдана Хмельницького (Жванецька облога).
Населені пункти Придністров'я раз у раз спустошувались татарами. Так у 1664 році на прикордонний Жванець напав загін волохів. У липні 1672 року турецькі війська приступили до спорудження моста через Дністер біля Хотина. Поділля на 27 років опинилось під пануванням султана Магомета IV. Після Карловицького миру 1699 року до містечка знов повернулась польська влада.
1734 року Верлан став очільником повстанців-гайдамаків, пізніше вони захопили містечко.
1768 року містечко зазнало нападу турків. Наступного року містечко знов стало ареною воєнних дій. Його захопили барські конфедерати, що підняли повстання проти королівського уряду, звідки їх вибили російські війська під командуванням князя Прозоровського.
1845 року царський уряд викупив Жванець у поміщика Комара. Парафіяльна школа відкрита у 1869 році. 1902 року відкрито однокласне народне училище, яке через п'ять років реорганізоване в двокласне.
На початку серпня 1914 року містечко зайняли австро-угорські війська, але під натиском російської армії відступили за Збруч.
У лютому 1918 року знов захоплено австро-угорськими військами. Наприкінці 1918 року місто зайняте військами Директорії, у листопаді 1920 року — окуповане Червоною армією. У міжвоєнний період село знаходилося на радянсько-польсько-румунській трифінії.
Радянська окупація принесла колективізацію та розкуркулення, селяни зазнали репресій.
1932–1933 селяни села пережили Голодомор.
У 1938 році на території Жванця почалося зведення ДОТів Кам'янець-Подільського укріпрайону.
По закінченню Другої світової війни у 1946—1947 роках мешканці села вчергове пережили голод.
З 24 серпня 1991 року село входить до складу незалежної України.
З 8 вересня 2017 року шляхом об'єднання сільських рад Жванець став центром однойменної громади.

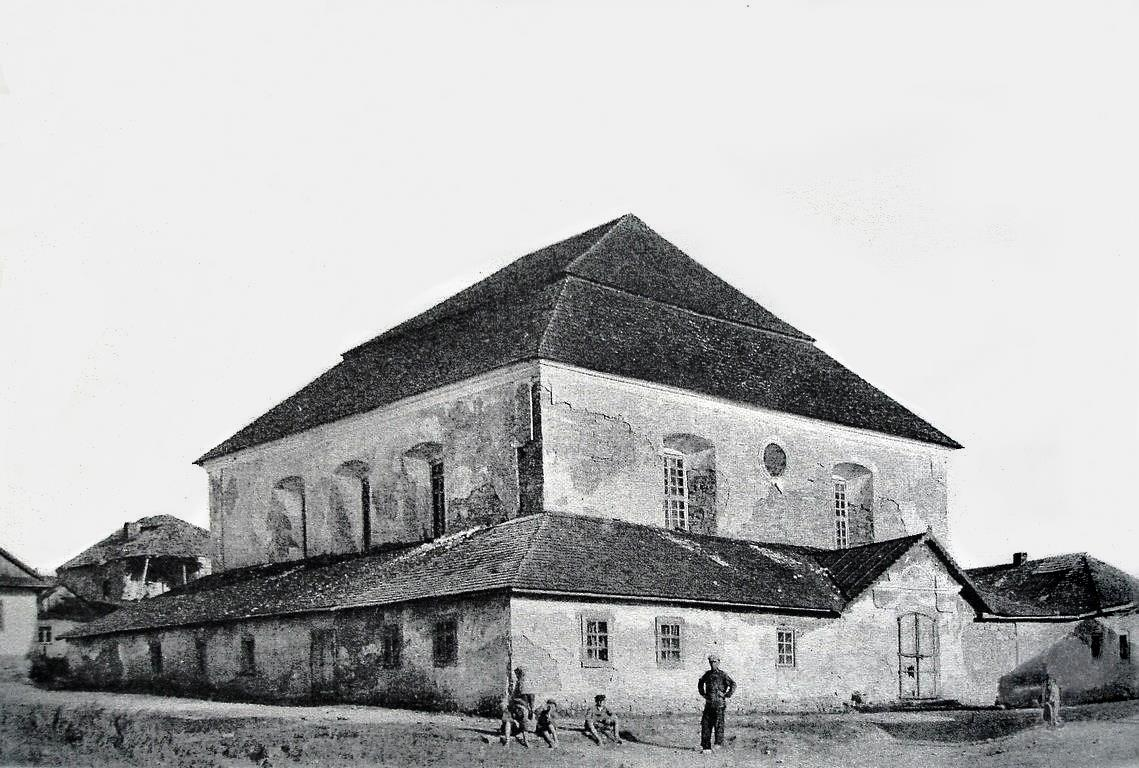
Одна з жванецьких синагог
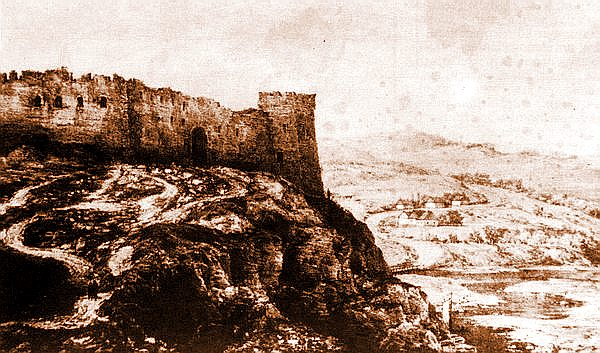
Жванецький замок де була битва в 1653 р. Наполеон Орда. 1876 р.
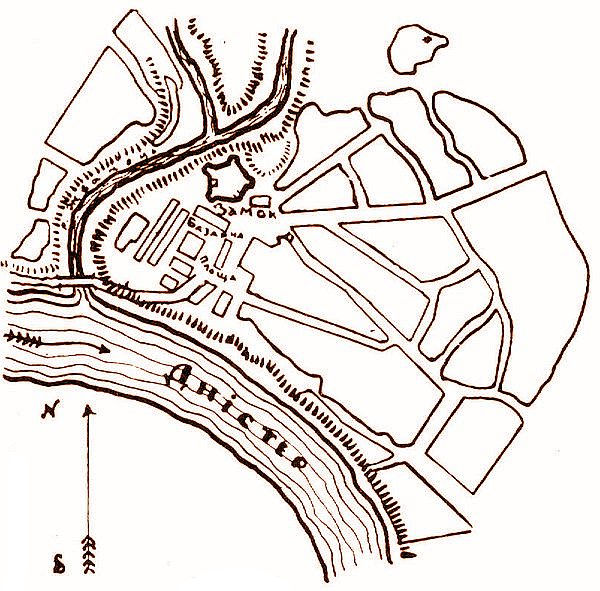
План Жванця поч. ХХ ст.
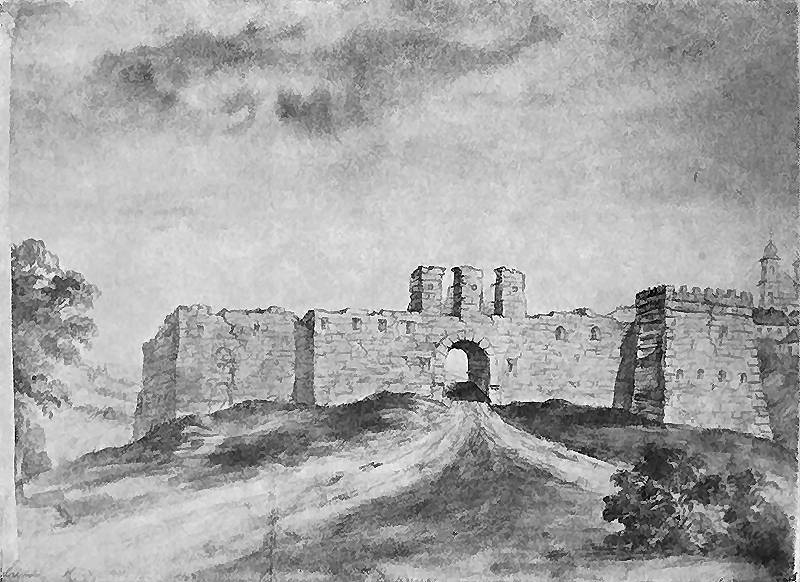
Наполеон Орда. Жванецький замок

## Релігія

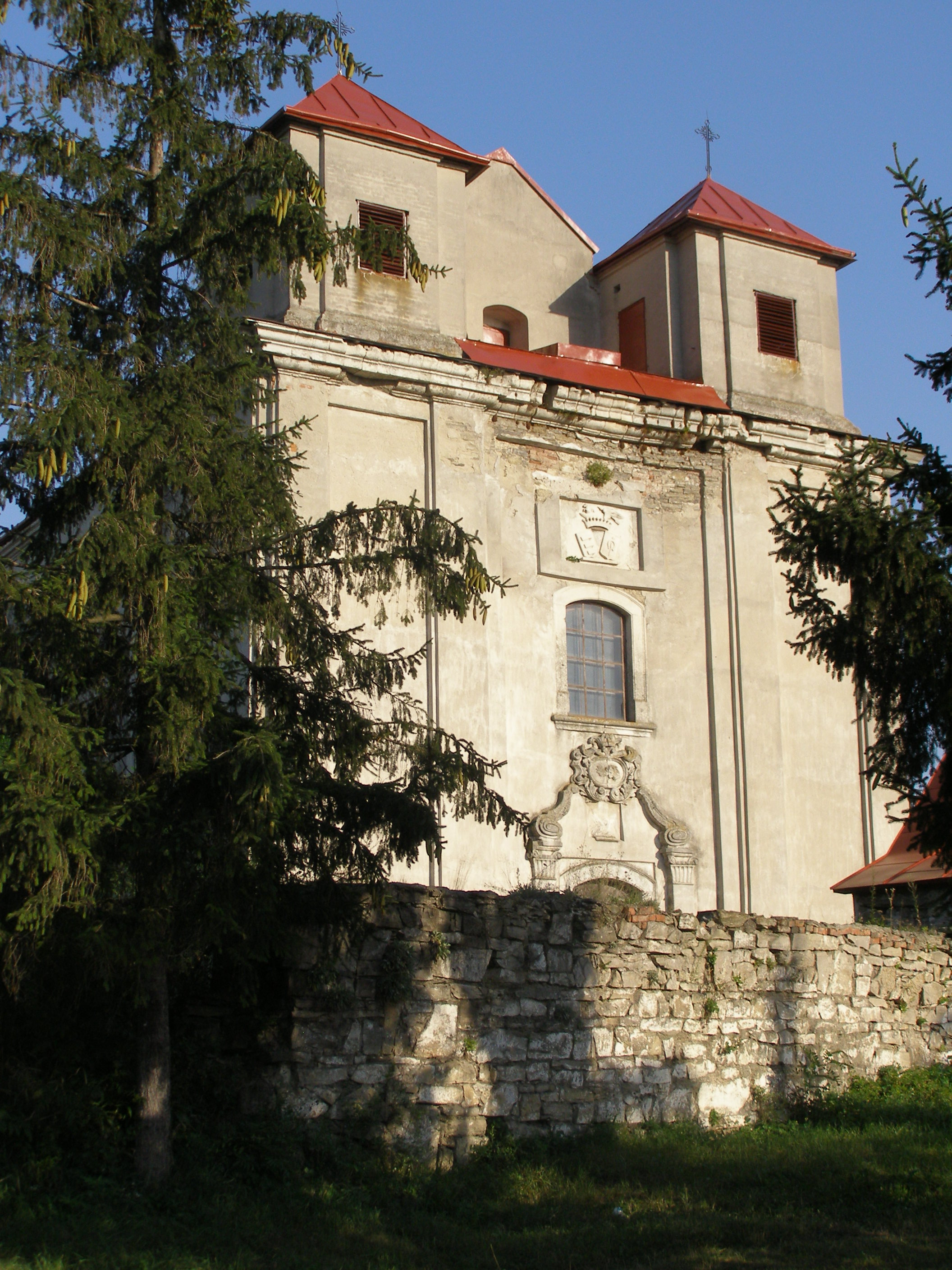
Вірменський храм

- Церква Перенесення мощей святого Миколая (2011, УГКЦ)

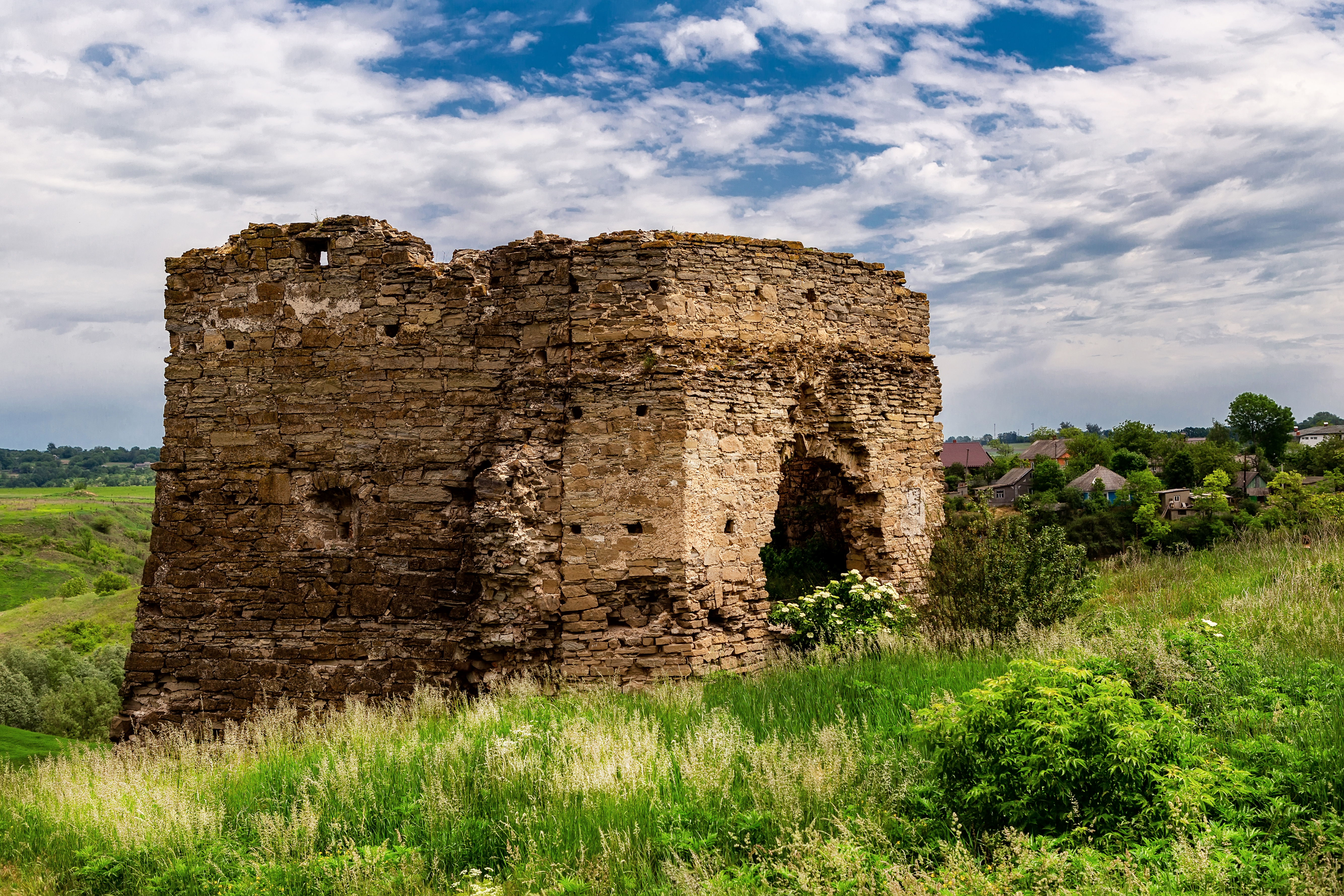
Замок

- Костел Непорочного Зачаття Пресвятої Діви Марії (РКЦ)
- Церква Свято-Троїцька (ПЦУ)

## Туризм

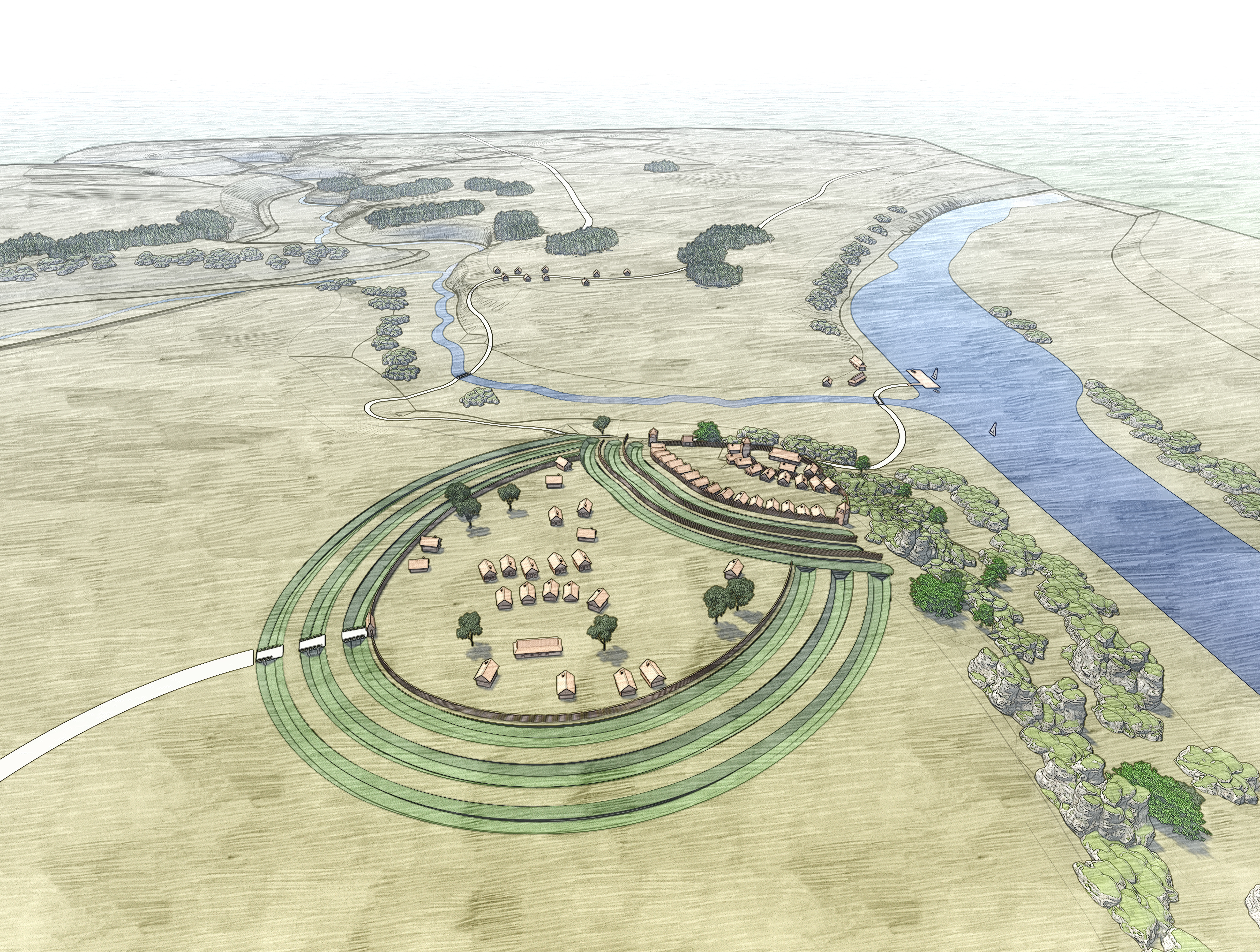
Реконструкція давньоруського міста Плав, яке існувало у XII—XIII ст. та було свого роду «предтечею» сучасного Жванця. Реконструкція Р. Нагнибіди та І. Литвинчука.

Жванець має великий туристичний потенціал, маючи довгу багату історію. Заходячись на дорозі між двома значними туристичними магнітами Кам'янець-Поліською та Хотинською фортецями. Село може приваблювати туристів та мандрівників, що слідують між цими двома містами. В першу чергу реставруючи, відновлюючи та популяризуючи залишки замку. Впорядковуючи туристичні місця, музеї, маршрути, об'єкти. Так у селі знаходиться:
- Залишки Жванецького замку
- Костел Непорочного Зачаття Пресвятої Діви Марії
- ДОТи оборонної лінії (можлива реставрація та організація музею відповідної тематики)
- Неймовірні краєвиди з берегів і мости через річки

## Населення
Згідно з переписом УРСР 1989 року чисельність наявного населення сільської ради становила 1903 особи, з яких 839 чоловіків та 1064 жінки.
За переписом населення України 2001 року в сільській раді мешкало 1714 осіб.
Згідно перепису 2015 року населення становить 1529 осіб.

### Мова
Розподіл населення за рідною мовою за даними перепису 2001 року:
| Мова       | Відсоток |
| ---------- | -------- |
| українська | 97,24 %  |
| російська  | 2,29 %   |
| білоруська | 0,29 %   |
| молдовська | 0,12 %   |
| польська   | 0,06 %   |

## Спорт
Село має аматорську футбольну команду «Дністер» (Жванець), яка періодично грає чемпіонаті Кам'янець-Подільського району з футболу.

## Відомі люди

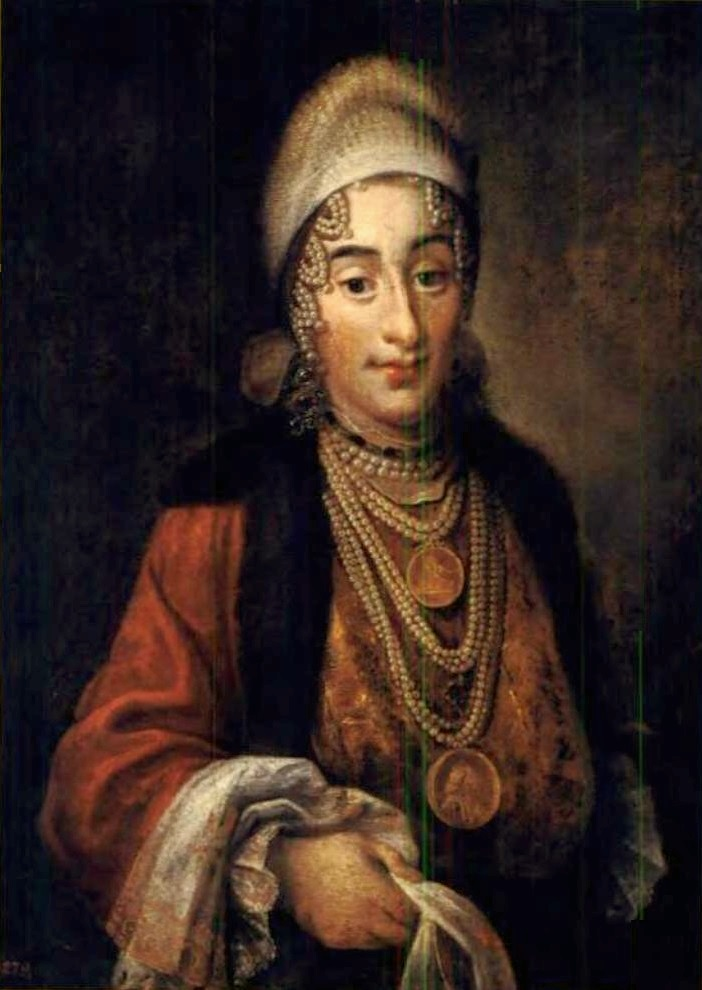
У 1781 році за наказом польського короля Станіслава-Августа Понятовського, відвідуючи береги Дністра в Жванці, Чайку, доньку купця Абрамека Львовського, намалював Кшиштоф Радзивіловський

### Уродженці
- Кукрицький Василь (1 січня 1898 — 11 травня 1967) — старшина Армії УНР.
- Лянцкоронський Антоній (1760—1830) — дідич, посол сеймів, член Народової комісії едукаційної[12]
- Савицький Йосип Миколайович (1926–1995) — інженер-геолог, кавалер ордена Трудового Червоного Прапора (1974). Винайшов новий спосіб освоєння свердловин, вперше застосований на промислах нафтогазодобувного управління «Бузулукнафта», внаслідок чого добування нафти збільшилося до 1 мільйона тонн за рік.
- Степура Григорій Калістратович (1881–1939) — український громадський і політичний діяч.
- Педа Пантелеймон Михайлович — український поет, перекладач.
- Кириченко Олександр — український військовослужбовець, учасник російсько-української війна[13].

### Дідичі
- Геронім Лянцкоронський (? — 1697) — скальський староста, кам'янецький підкоморій. син гетьмана Станіслава, дружина — Цетнер Ядвіга; 1696 року продав Жванець (також Ягільницю, Нове Бжезє) Францішку Лянцкоронському.[14]
- Мацей Лянцкоронський — брацлавський воєвода.

## Галерея

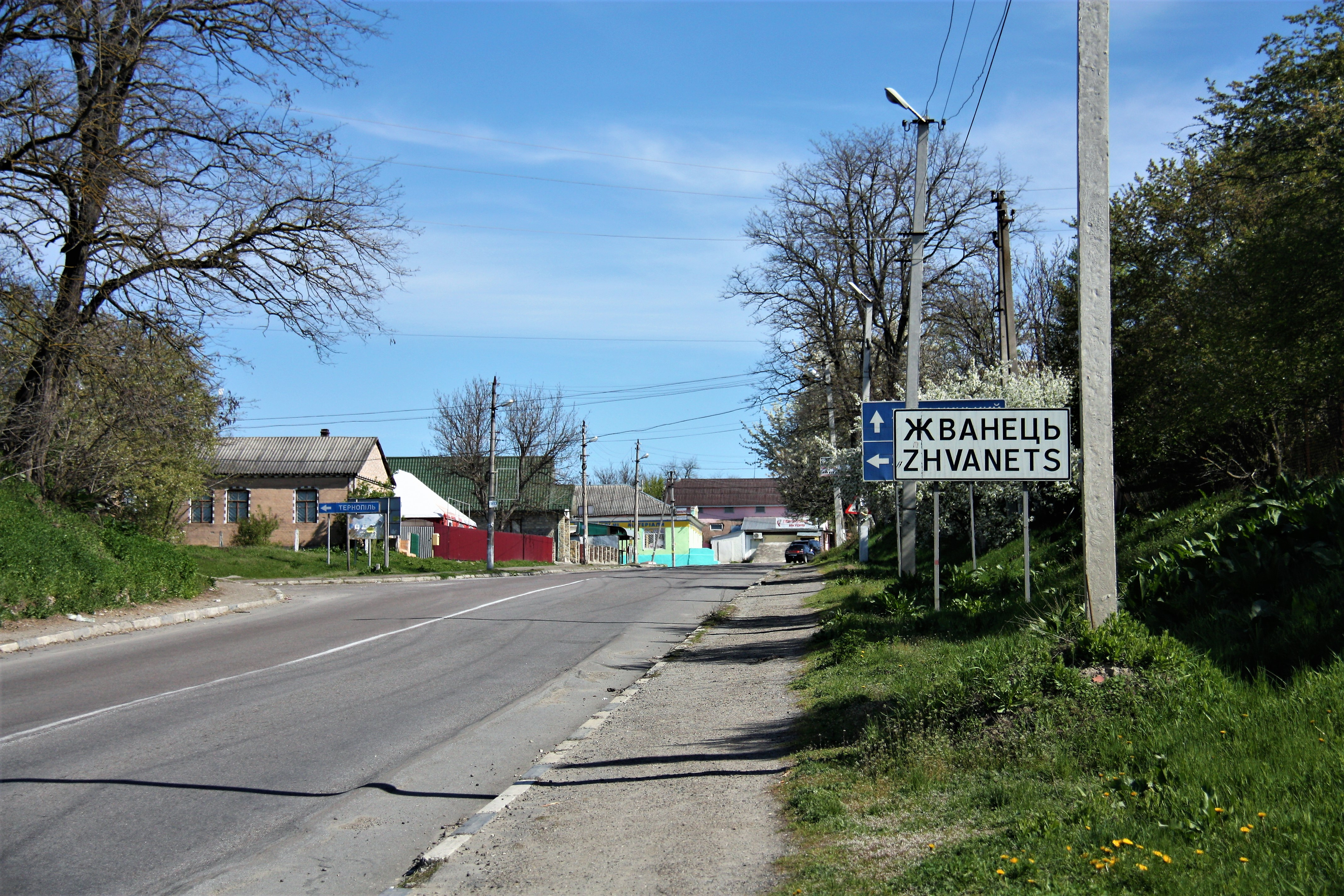
В'їзд у село
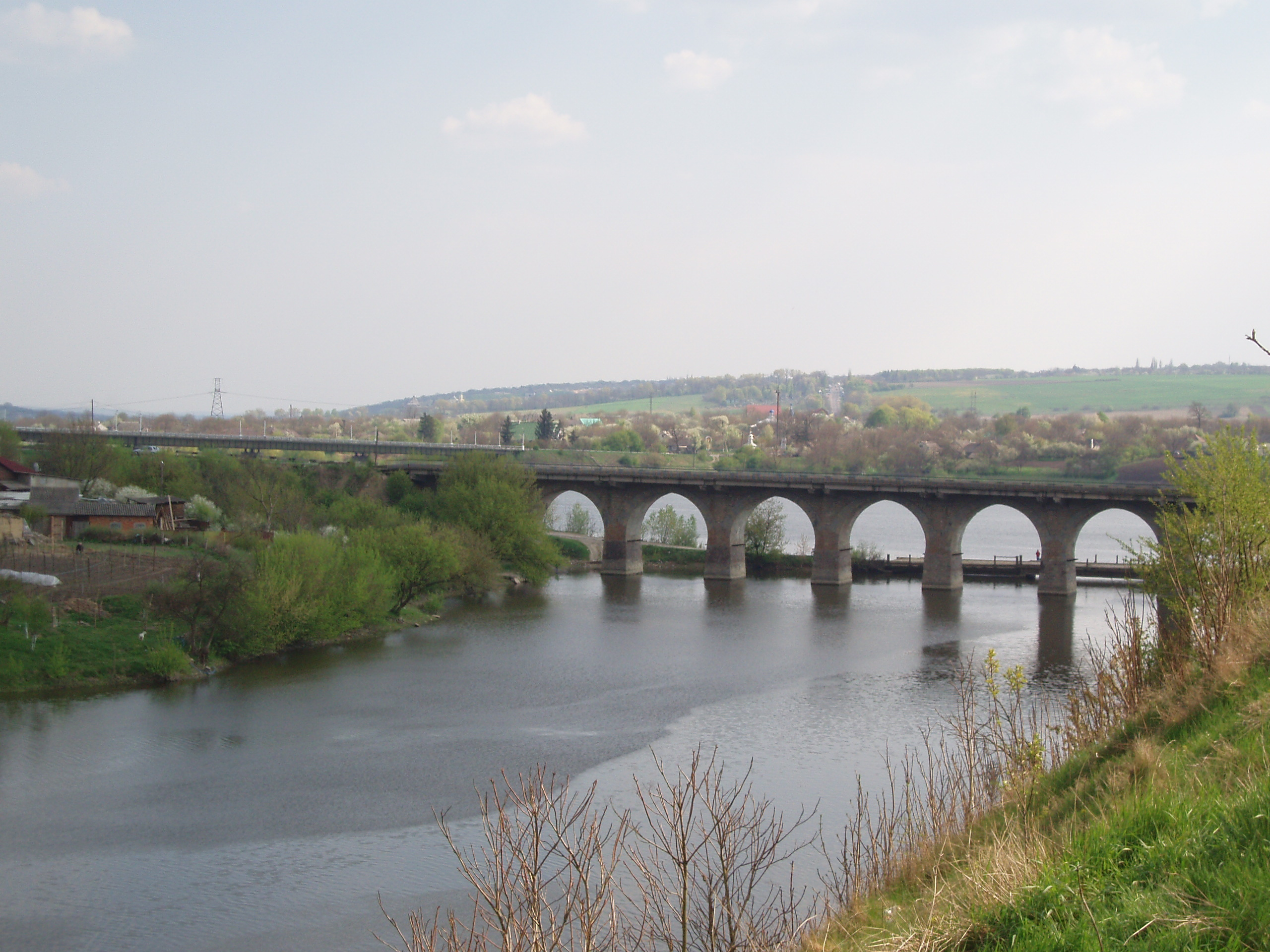
Міст через Жванчик
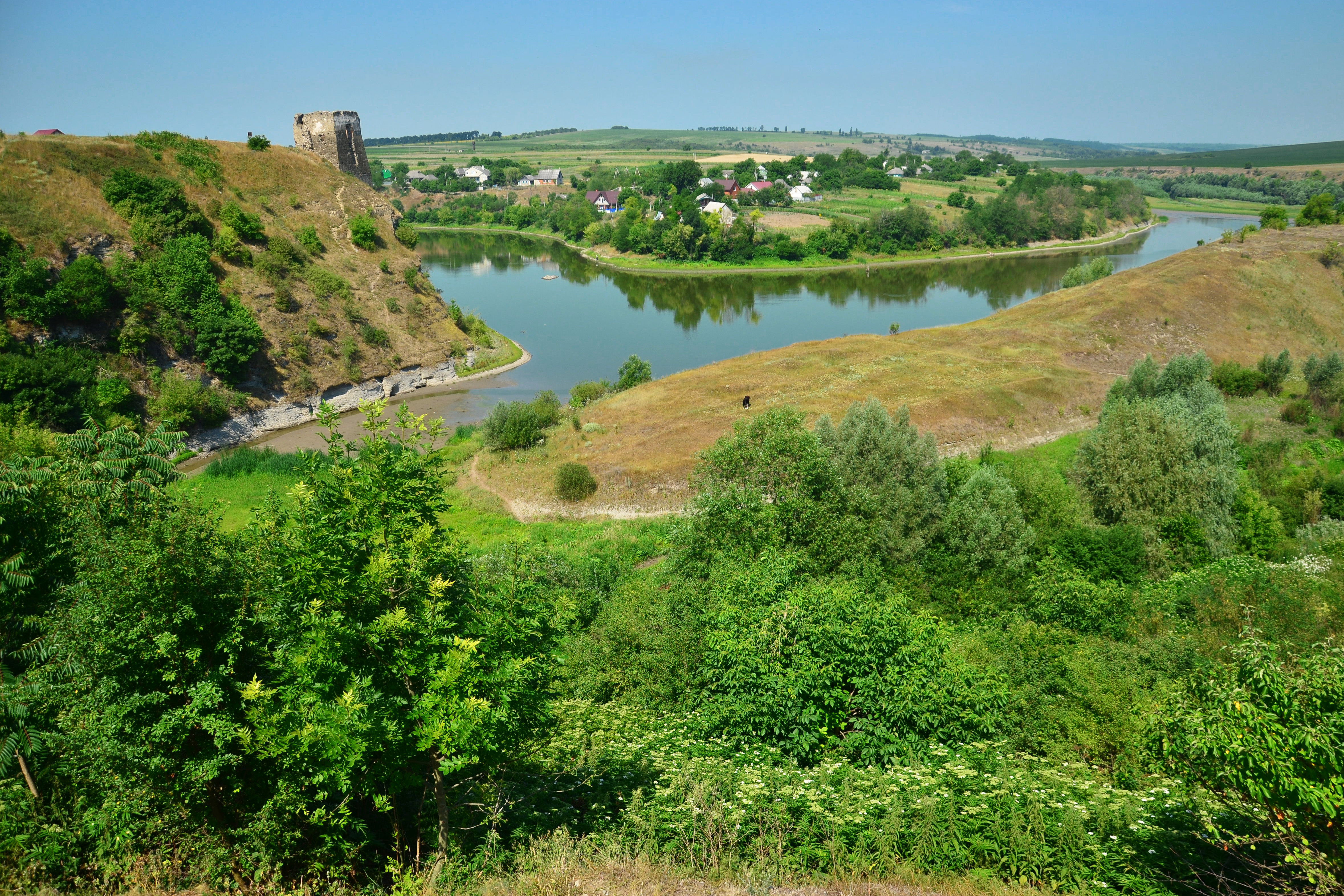
На берегах річки
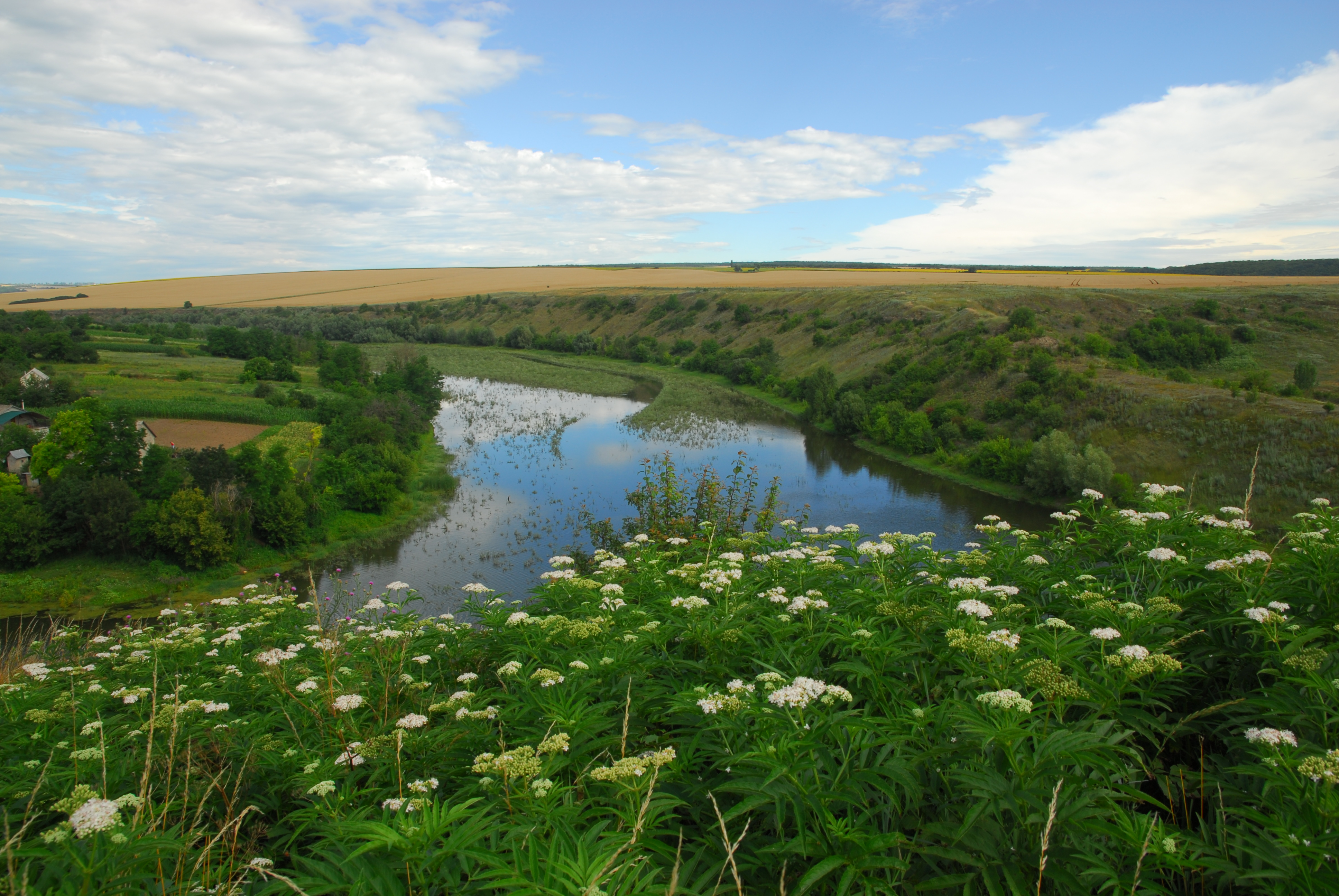
Біля замку
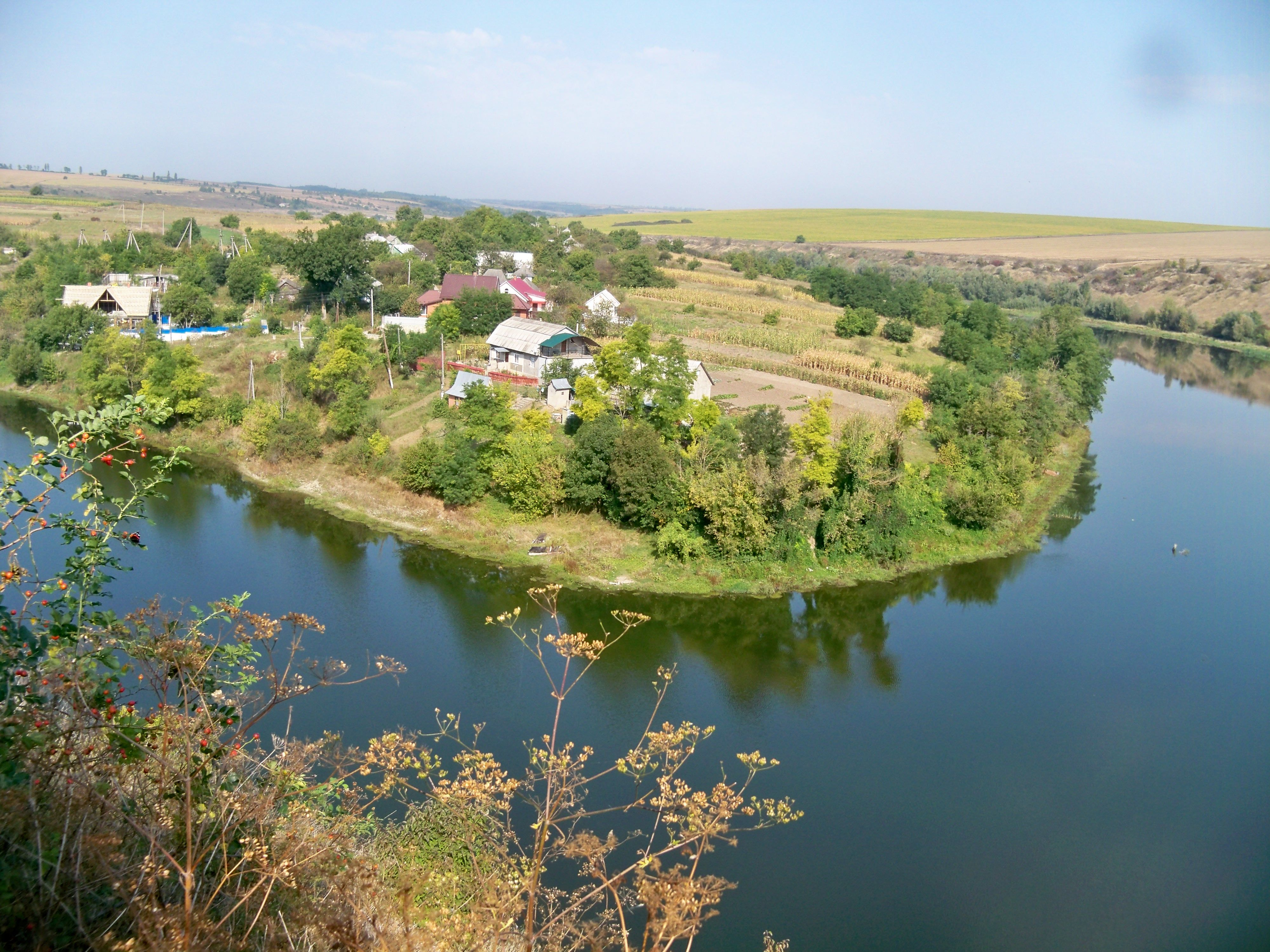
Жванець
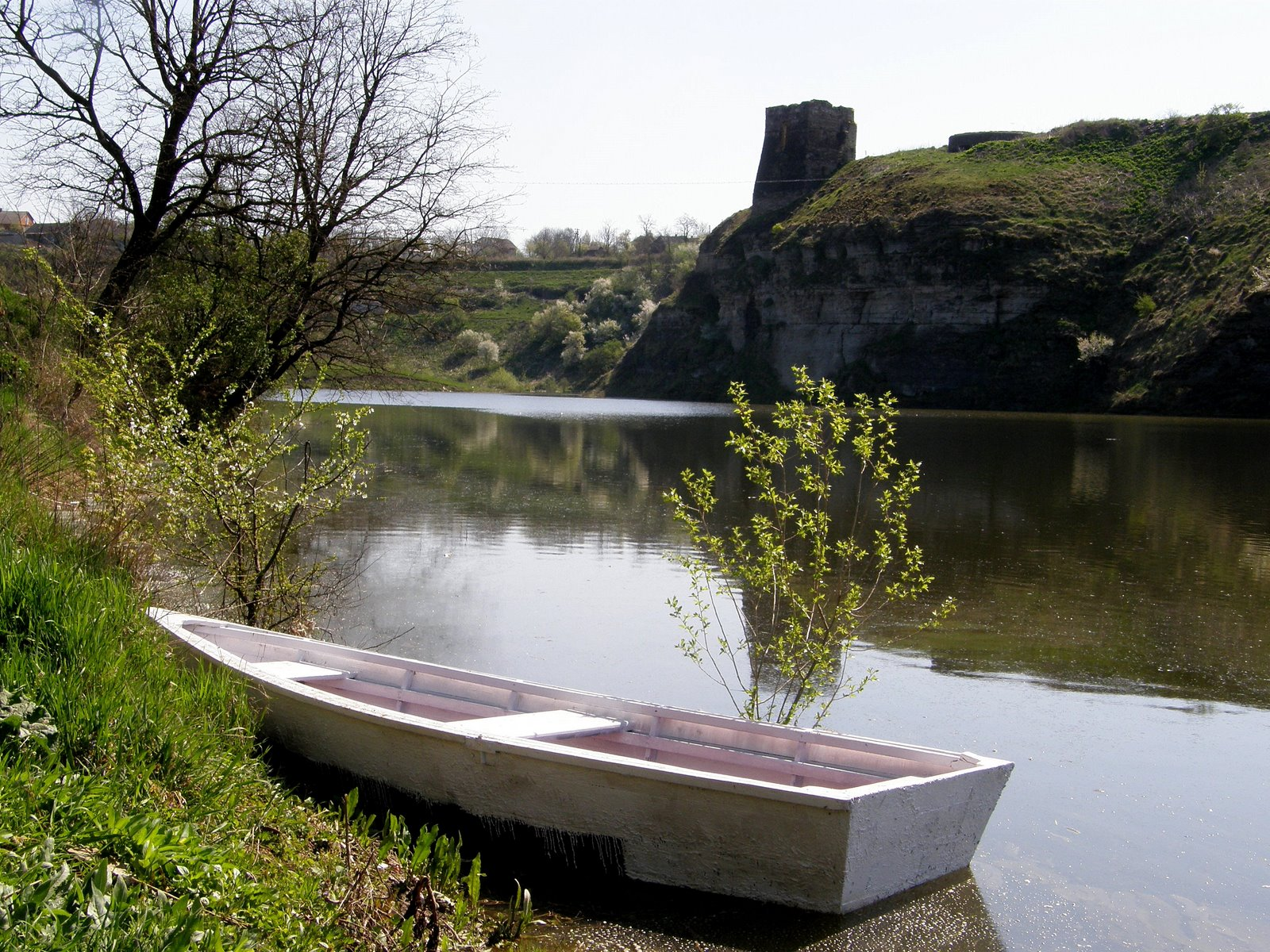
Рештки замку
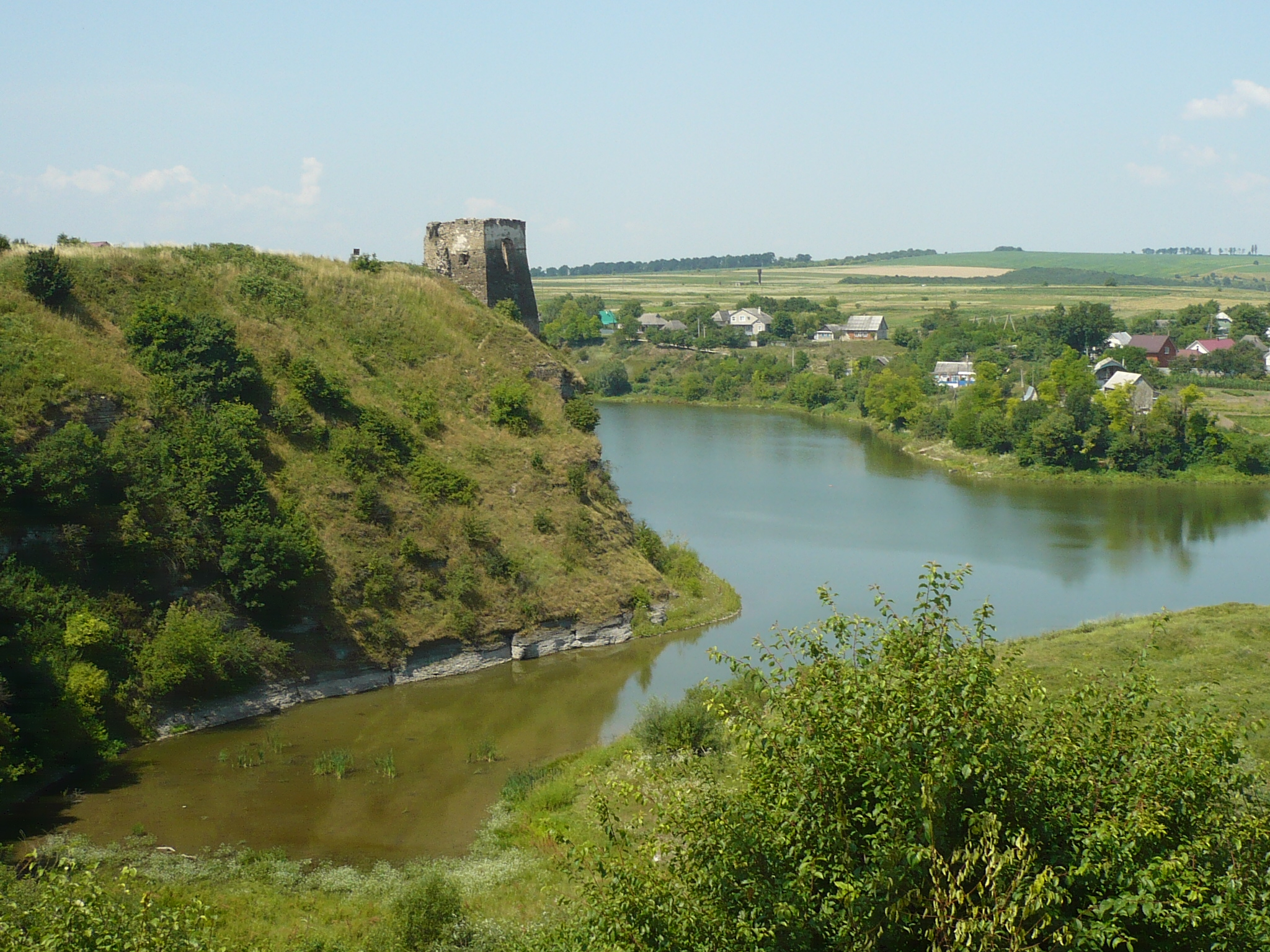
Рештки замку
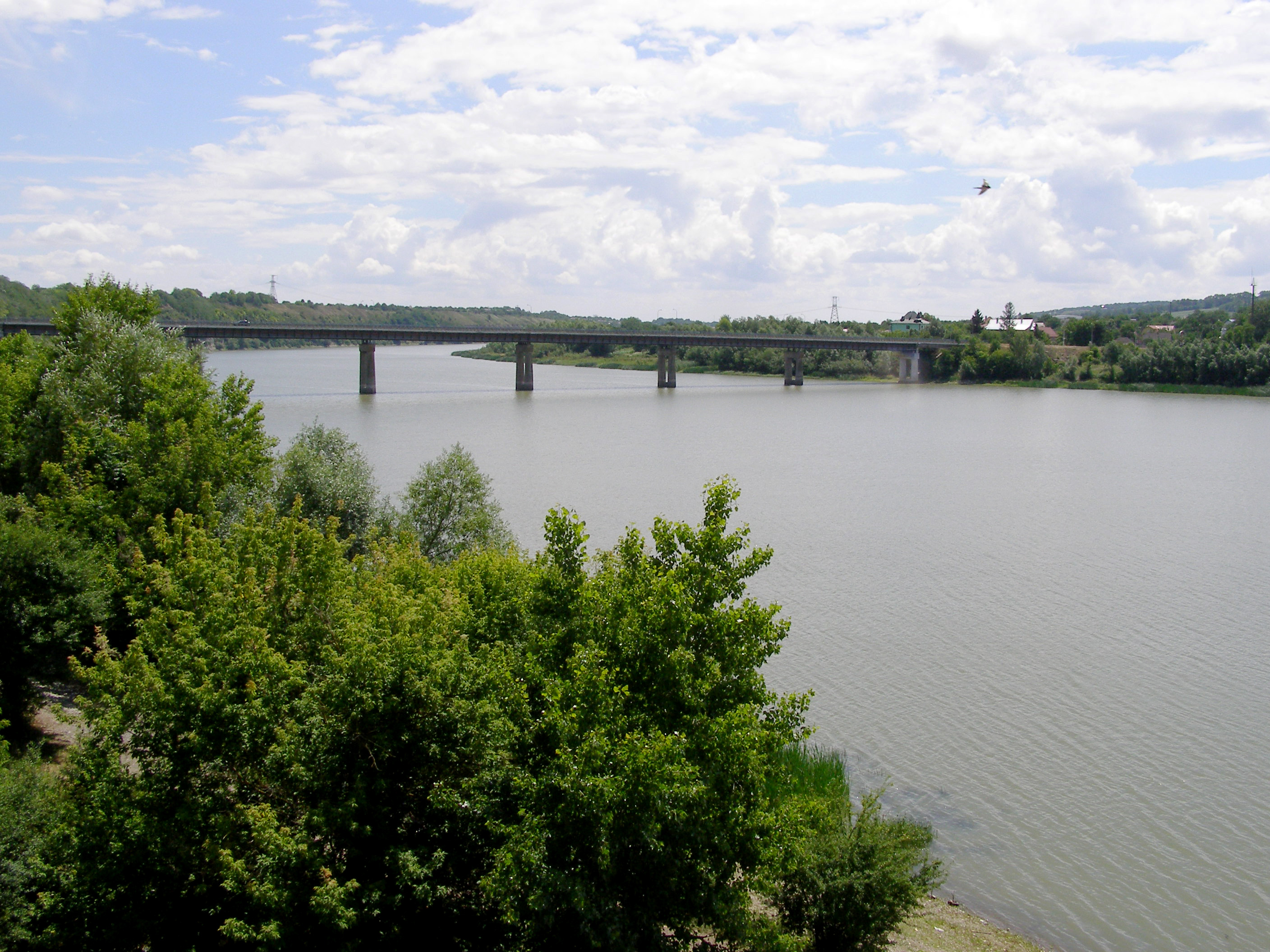
Міст через Дністер за селом